# Sabatia formosa
Sabatia formosa är en gentianaväxtart som beskrevs av Samuel Botsford Buckley. Sabatia formosa ingår i släktet Sabatia och familjen gentianaväxter. Inga underarter finns listade i Catalogue of Life.